# Willem van de Voorde

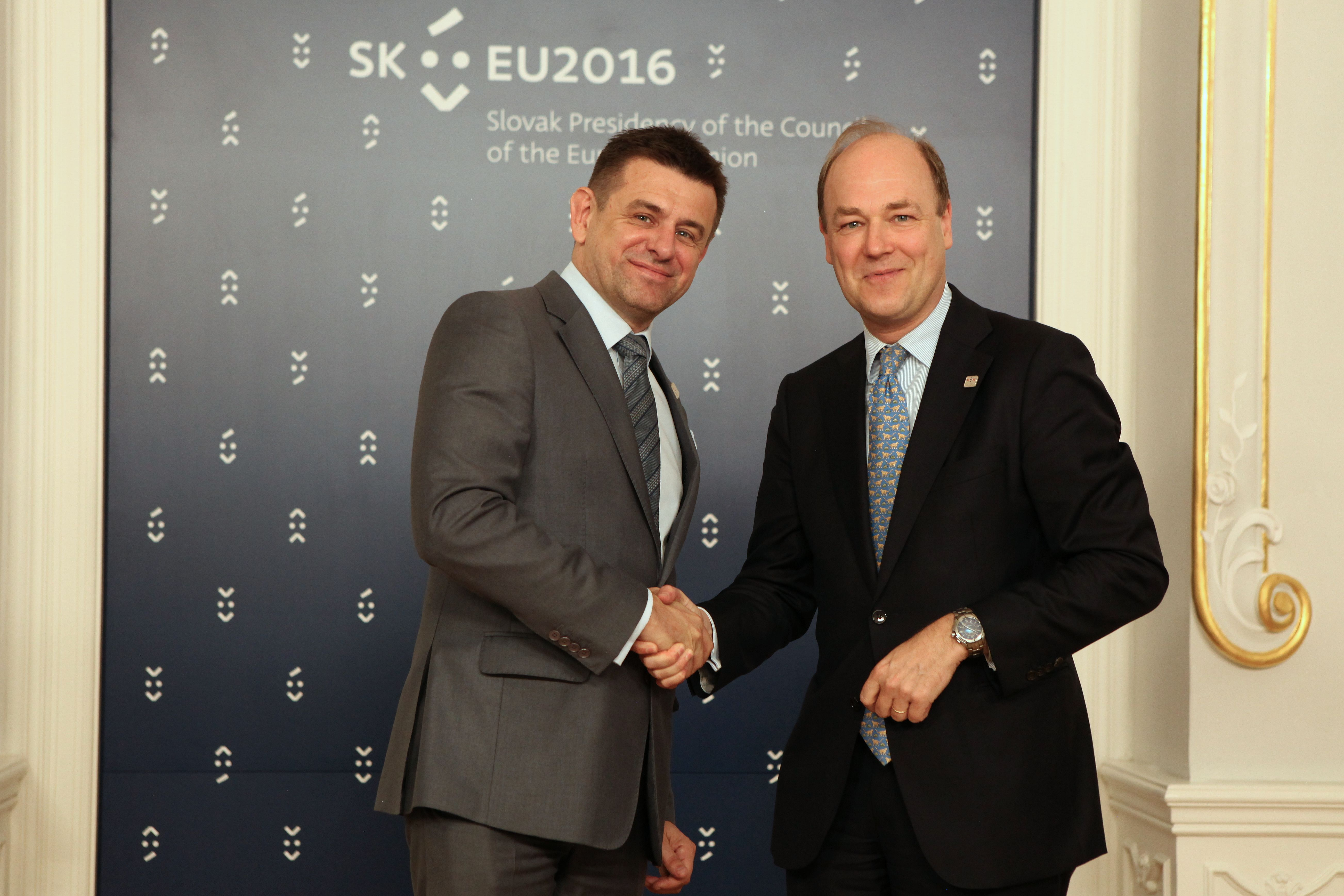
Willem van de Voorde (2016) rechts

Willem Albert Gerard baron van de Voorde (21 juli 1964) is een Belgisch diplomaat.

## Levensloop
Willem van de Voorde studeerde wijsbegeerte aan de Universitaire Faculteiten Sint-Aloysius in Brussel (1984), rechten aan de Katholieke Universiteit Leuven (1988) en de London School of Economics en politieke wetenschappen aan de Université libre de Bruxelles (1990). In 2007 voltooide hij de opleiding Management of Change aan de GLOBIS Management School in Tokio.
In 1991 trad hij na een stage in dienst van Buitenlandse Zaken. In 1991 werd hij attaché op de permanente vertegenwoordiging bij de Europese Unie. Van 1994 tot 2000 was hij secretaris van koningin Paola. Van de Voorde was van 2000 tot 2004 ministerraad op de ambassade in Berlijn en van 2004 tot 2008 in Tokio. Vervolgens keerde hij terug naar België en werd één van de directeurs op het directoraat-generaal Europese Zaken van het Ministerie van Buitenlandse Zaken (2008-2011). Daarna was hij adjunct-kabinetschef  van minister van Buitenlandse Zaken Didier Reynders (2011-2014). In 2014 werd hij ambassadeur in Wenen, tevens geaccrediteerd in Bosnië-Herzegovina en de VN-organisaties in Wenen en vanaf 2015 ook in Slovenië en Slowakije. Van 2018 tot 2020 was hij ambassadeur in Berlijn en sinds 2020 is van de Voorde permanent vertegenwoordiger bij de Europese Unie.
Van de Voorde spreekt Nederlands, Duits, Engels en Frans en heeft een basiskennis van het Japans.